# Bergens kommun
Bergens kommun (norska: Bergen kommune) är en kommun i landskapet Midthordland i Vestland fylke på Norges västra kust. Kommunen, som har drygt 263 000 invånare är landets näst folkrikaste. Centralort är staden Bergen.
Kommunen har sjögränser mot kommunerna Austevoll, Øygarden, Askøy, Alver och Osterøy samt landgränser mot Vaksdal, Samnanger och Bjørnafjorden.

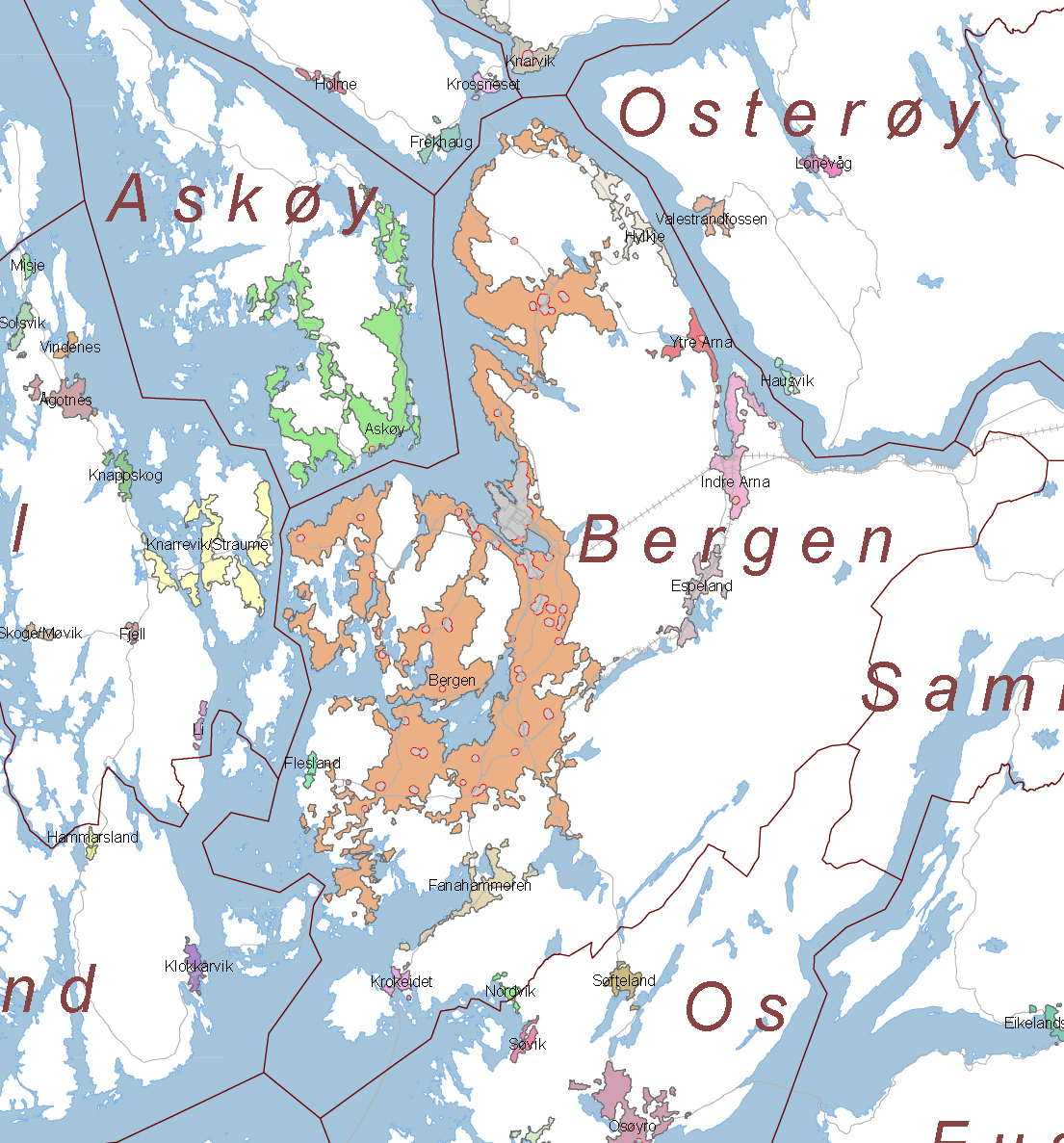
Karta över Bergens och angränsande kommuner med tätbeyggelsen markerad (2005).

## Administrativ historik
Den ursprungliga staden med en yta av 2,91 kvadratkilometer inkorporerade 1877, 1915, 1921 och 1955 delar av grannkommuner. Den nuvarande kommunen tillkom 1972 genom sammanläggning av Bergen med kommunerna Arna, Fana, Laksevåg och Åsane. Samtidigt kom kommunen att ingå i Hordaland fylke efter att tidigare utgjort ett eget fylke.

## Tätorter
I Bergens kommun finns sju tätorter:
- Arna
- Bergen (centralort)
- Espeland
- Flesland
- Hordnes
- Krokeidet
- Søvik (del av)

Orten Trengereid har tidigare räknats som en tätort men uppfyller inte längre kriterierna, medan orterna Breistein, Fanahammaren och Hylkje numera räknas som delar av tätorten Bergen, medan orterna Indre Arna och Ytre Arna numera räknas som delar av tätorten Arna och orten Nordvik numera räknas som en del av tätorten Søvik.

## Socknar
Inom Norska kyrkan är Bergens kommun indelad i 25 socknar (församlingar) i fyra prosterier (kontrakt):

### Bergens domprosteri
- Bergens domkyrkas socken
- Laksevågs socken
- Loddefjords socken
- Nygårds socken
- Olsviks socken
- Sandvikens socken

### Bergensdalens prosteri
- Bønes socken
- Fridalens socken
- Fyllingsdalens socken
- Landås socken
- Løvstakksidens socken
- Slettebakkens socken
- Storetveits socken
- Sælens socken
- Årstads socken

### Fana prosteri
- Birkelands socken
- Fana socken
- Skjolds socken
- Søreide socken

### Åsane prosteri
- Arna socken
- Biskopshavns socken
- Eidsvågs socken
- Salhus socken
- Ytre Arna socken
- Åsane socken

Socknarna och prosterierna ingår i Bjørgvins stift.